# Lawa (Lofa)
Der Lawa ist ein Fluss in Westafrika.

## Verlauf
Der etwa 100 km lange linke Nebenfluss des Lofa entspringt im  Südosten Guineas bei Macenta und fließt in südwestlicher Richtung nach Liberia. Dort mündet er in dem Lofa County in den Fluss Lofa.